# 응력 (연호)
응력(應曆, 951년 9월 ~ 969년 2월)은 요나라(거란국) 목종(穆宗) 야율 경(耶律 璟)의 연호이다. 17년 6개월 가량 사용하였다. 목종(穆宗)이 죽고 난 후에 경종(景宗)이 보녕으로 개원할 때까지 사용하였다.

## 개원
- 천록(天祿) 5년 9월 8일[1](951년 10월 11일)에 연호를 응력(應曆)으로 개원함.[2][3]

- 응력(應曆) 19년 2월 23일[4](969년 3월 13일)에 연호를 보녕(保寧)으로 개원함.[5][6][3][7]

## 연대 대조표
| 응력       | 원년            | 2년        | 3년                 | 4년             | 5년        | 6년        | 7년        | 8년                 | 9년        | 10년            |
| 서기(西紀) | 951년           | 952년      | 953년               | 954년           | 955년      | 956년      | 957년      | 958년               | 959년      | 960년           |
| 간지(干支) | 신해(辛亥)      | 임자(壬子) | 계축(癸丑)          | 갑인(甲寅)      | 을묘(乙卯) | 병진(丙辰) | 정사(丁巳) | 무오(戊午)          | 기미(己未) | 경신(庚申)      |
| 후주(後周) | 광순(廣順) 원년 | 2년        | 3년                 | 현덕(顯德) 원년 | 2년        | 3년        | 4년        | 5년                 | 6년        | 7년             |
| 북송(北宋) | -               | -          | -                   | -               | -          | -          | -          | -                   | -          | 건륭(建隆) 원년 |
| 응력       | 11년            | 12년       | 13년                | 14년            | 15년       | 16년       | 17년       | 18년                | 19년       |                 |
| 서기(西紀) | 961년           | 962년      | 963년               | 964년           | 965년      | 966년      | 967년      | 968년               | 969년      |                 |
| 간지(干支) | 신유(辛酉)      | 임술(壬戌) | 계해(癸亥)          | 갑자(甲子)      | 을축(乙丑) | 병인(丙寅) | 정묘(丁卯) | 무진(戊辰)          | 기사(己巳) |                 |
| 북송(北宋) | 건륭(建隆) 2년  | 3년        | 4년 건덕(乾德) 원년 | 2년             | 3년        | 4년        | 5년        | 6년 개보(開寶) 원년 | 2년        |                 |

## 동시대 연호

### 중국
후주(後周)
- 광순(廣順) (951년 ~ 953년)
- 현덕(顯德) (954년 ~ 960년)

송(宋)
- 건륭(建隆) (960년 ~ 963년)
- 건덕(乾德) (963년 ~ 968년)
- 개보(開寶) (968년 ~ 976년)

남한(南漢)
- 건화(乾和) (943년 ~ 958년)
- 대보(大寶) (958년 ~ 971년)

후촉(後蜀)
- 광정(廣政) (938년 ~ 965년)

남당(南唐)
- 보대(保大) (943년 ~ 957년)
- 중흥(中興) (958년)
- 교태(交泰) (958년)

북한(北漢)
- 천회(天會) (957년 ~ 973년)

대리국(大理國)
- 지치(至治) (946년 ~ 951년)
- 명덕(明德) (952년)
- 광덕(廣德) (953년 ~ 967년)
- 순덕(順德) (968년)
- 명정(明政) (969년 ~ 985년)

호탄 왕국(于闐)
- 동경(同慶) (912년 ~ 966년)
- 천존(天尊) (967년 ~ 977년)

### 일본
- 덴랴쿠(天曆) (947년 ~ 957년)
- 덴토쿠(天德) (957년 ~ 961년)
- 오와(應和) (961년 ~ 964년)
- 고호(康保) (968년 ~ 968년)
- 안나(安和) (968년 ~ 970년)

## 같이 보기
- 중국의 연호 목록